# Oligokyphus
Oligokyphus là một loài thú tiền sử Cynodont ăn cỏ đã tuyệt chủng trong giai đoạn cuối của kỷ Tam Điệp Triassic đến giai đoạn sớm Jura. Oligokyphus được tìm thấy rộng khắp ở Bắc Mỹ, Châu Âu và Trung Quốc.

## Đặc điểm
Được xem như là một động vật có vú xuất hiện sớm, loài này bây giờ được phân loại là Mammaliamorph (gần một động vật có vú) vì Oligokyphus không có các bộ xương hàm trên của động vật có vú và nó giữ lại một khớp xương giữa xương tứ phân và xương sọ trong hộp sọ. Oligokyphus là một loài động vật nhỏ, dài khoảng 50 cm thuộc họ Tritylodontidae ăn cỏ.
Nó giống như một con chồn dạng chuột với một cơ thể dài và mỏng. Oligokyphus là những con vật nhỏ xíu và là động vật trên cạn. Người ta tin rằng những động vật này chủ yếu là đất ở, sống giữa bụi cây bụi hoặc bụi rậm nhỏ. Người ta cũng cho rằng Oligokyphus ăn các hạt do răng của chúng giống với các động vật hiện đại cũng ăn hạt và mầm cây. 